# Liste der Mitglieder der Deutschen Akademie der Naturforscher Leopoldina/1797
Die Liste der Mitglieder der Deutschen Akademie der Naturforscher Leopoldina für 1797 enthält alle Personen, die im Jahr 1797 zum Mitglied ernannt wurden. Insgesamt gab es acht neu gewählte Mitglieder.

## Mitglieder
| Nr.  | Name                         | Beiname         | Geboren       | Aufnahme | Gestorben     | Sektion                                      | Bild                    | Datenbank                     |
| ---- | ---------------------------- | --------------- | ------------- | -------- | ------------- | -------------------------------------------- | ----------------------- | ----------------------------- |
| 0994 | Franz Karl Mertens           | Epaenaetus      | 3. Apr. 1764  | 27. Jan. | 19. Juni 1831 | Naturgeschichte                              | Franz Karl Mertens      | Franz Karl Mertens            |
| 0995 | Heinrich Wilhelm Olbers      | Avestius        | 11. Okt. 1758 | 27. Jan. | 2. März 1840  | Astronomie                                   | Heinrich Wilhelm Olbers | Wilhelm Olbers                |
| 0996 | Johan Gadolin                | Olympiodorus V. | 5. Juni 1760  | 1. Mai   | 15. Aug. 1852 | Chemie                                       | Johan Gadolin           | Johann Gadolin                |
| 0997 | Carl Nikolaus Hellenius      | Xenophanes I.   | 12. Aug. 1745 | 1. Mai   | 26. Jan. 1820 | Botanik                                      |                         | Carl Nikolaus Hellenius       |
| 0998 | Franz Benedikt Hermann       | Callias         | 14. März 1755 | 5. Aug.  | 31. Jan. 1815 | Mineralogie, Kristallographie und Petrologie |                         | Benedict Franz Johann Hermann |
| 0999 | Johann von Böber             | Evages          | 22. Dez. 1746 | 5. Okt.  | 20. Juli 1820 |                                              |                         | Johann Böber                  |
| 1000 | James Edward Smith           | Cratevas VII.   | 2. Dez. 1759  | 10. Okt. | 17. März 1828 | Botanik                                      | James Edward Smith      | Sir James Edward Smith        |
| 1001 | Johann Friedrich Salomon Luz | Timochares      | 2. Aug. 1744  | 29. Nov. | 20. Juli 1827 |                                              |                         | Johann Friedrich Salomon Luz  |

## Hinweis zu den Lebensdaten
In der Liste sind zunächst die Lebensdaten gemäß Archiv der Leopoldina aufgenommen. Diese beziehen sich bei noch nicht erstellten Namensartikeln auf die Angaben gem. Neigebaur (1860), Ule (1889) und dem Abgleich mit Wikidata. Die Lebensdaten im später erstellten Namensartikel können daher noch von den Lebensdaten in der Liste abweichen.